# Joachim Rentzel (Ratsherr)

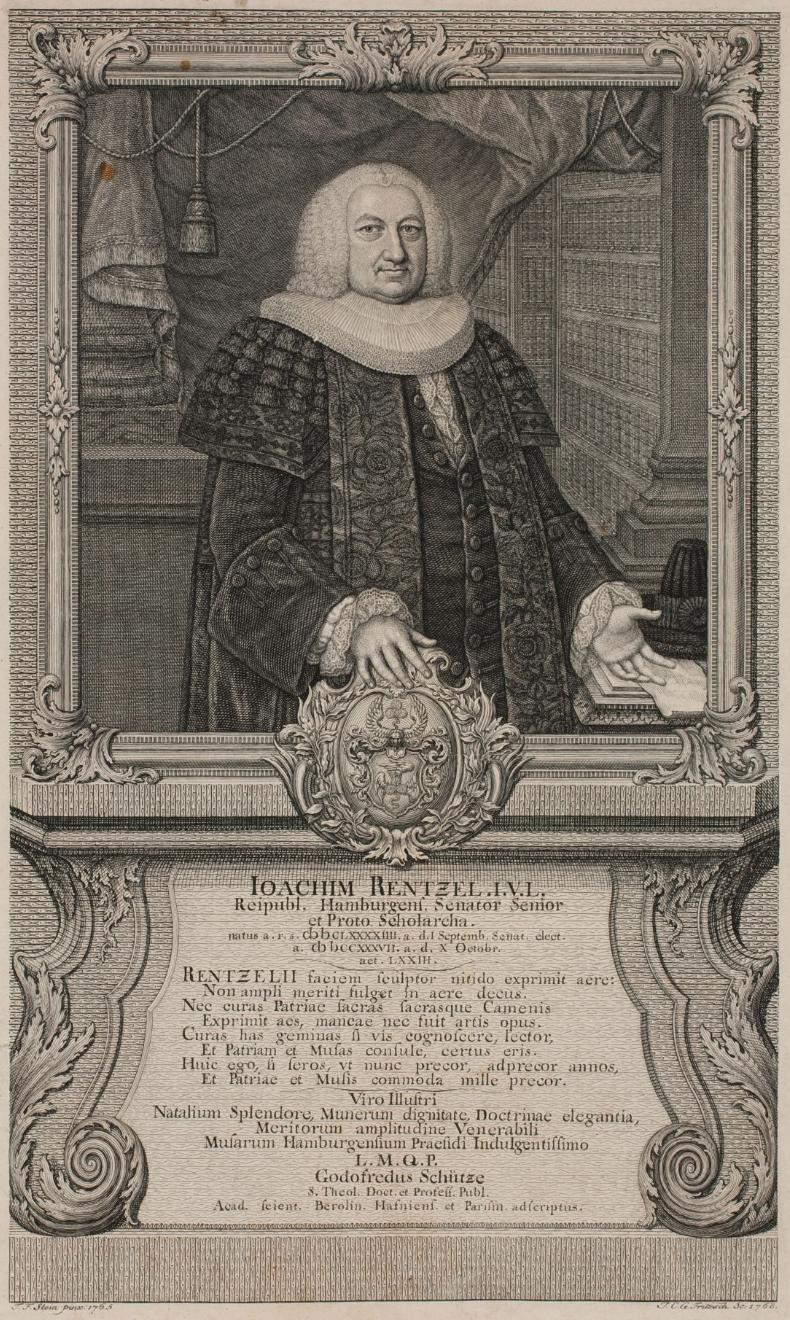
Ratsherr Joachim Rentzel, J. U. L. (Kupferstich aus dem Jahr 1768 von Johann Christian Gottfried Fritzsch)

Joachim Rentzel (* 1. September 1694 in Hamburg; † 20. September 1768 ebenda) war ein deutscher Jurist und Hamburger Ratsherr.

## Leben
Nach seiner Schulbildung an der Gelehrtenschule des Johanneums und dem Akademischen Gymnasium in Hamburg studierte Rentzel ab Ostern 1716 Jurisprudenz an der Universität Rostock, wechselte danach an die Universität Orléans und schloss sein Studium dort am 20. Juni 1719 als Lizenziat beider Rechte ab.
Er ließ sich in Hamburg als Advokat nieder und wurde am 10. Oktober 1737, als Nachfolger seines verstorbenen Schwagers Joachim Sillem (1691–1737), zum Ratsherrn gewählt. Als solcher nahm er 1742 an Verhandlungen über Völkerrechtsfragen in Bezug auf den Handel im Mittelmeer, welcher damals für Hamburg auf Grund der Piraterie fast vollständig zum Erliegen gekommen war, in Bremen teil und erlangte eine günstige Regelung für Hamburg. In den Jahren 1747 und 1748 übernahm Rentzel die Prätur und wurde anschließend Landherr in Bill- und Ochsenwerder. 1752 wurde er Oberst und damit Chef der Hamburger Bürgerwache. Rentzel verwaltete auch das Amt des Censors. Nach dem Brand der Hauptkirche Sankt Michaelis im Jahr 1750, leitete Rentzel die Deputation für den Wiederaufbau dieser Kirche, dessen Neubau nach elfjähriger Bauzeit im Jahr 1762 eingeweiht wurde. 1758 wurde Rentzel zudem Waldherr in Hansdorf und Wohldorf und 1762 Landherr in Hamm und Horn, sowie am Hamburger Berg. Im Jahr 1762 wurde er auch zum Scholarchen gewählt, übernahm 1765 das Amt des Protoscholarchen und wurde damit oberster Aufseher der Hamburger Schulen.
Bei der Bürgermeisterwahl 1765 wurden die Ratsherrn Joachim Rentzel und Vincent Rumpff (1701–1781) in die engere Auswahl genommen. Das Los musste entscheiden und die Wahl fiel schließlich auf Rumpff.

## Familie
Rentzel war ein Sohn des dänischen Kanzleirats Peter Rentzel (1672–1722) und dessen Ehefrau Catharina Sillem (1674–1706), Tochter des Ratsherrn Hieronymus Sillem (1648–1710). Seine Schwester Anna Margaretha Rentzel (1697–1736) war in zweiter Ehe mit dem Ratsherrn Joachim Sillem (1691–1737) verheiratet.
Am 29. November 1723 heiratete er Margaretha Cecilia Vegesack (1692–1736), Tochter des Advokaten Karl Gustav Vegesack und Witwe des Advokaten Conrad Vegesack. Nach dem Tod seiner ersten Frau ging Rentzel eine zweite Ehe am 23. Januar 1738 mit Elisabeth Clamer († 1743), Witwe des Pastors in Bergedorf Johann Vincent Behn (1688–1734), ein. Rentzel hatte aus beiden Ehen insgesamt 10 Kinder.

## Werke
- Dissertatio inauguralis de privilegio dotis in concursu, et quatenus uxor Hamburgensis Creditoribus mariti teneatur. Orléans 20. Juni 1719.